# Tinnico
Tinnico (Calcide, inizio V secolo a.C. – prima del 457 a.C.) è stato un poeta greco antico.

## Biografia e opere
Di Tinnico di Calcide non abbiamo molte notizie. La principale deriva dallo Ione di Platone, in cui è citato come esempio di poeta senza particolari competenze, «che non compose mai nessun’altra poesia degna d’essere ricordata tranne il peana che tutti cantano, forse la più bella opera poetica in assoluto, che egli stesso definisce "opera delle Muse"».
A questa brevissima notizia riguardante il suo celebre Peana ad Apollo si aggiunge l'aneddoto riportato da Porfirio, secondo cui Eschilo, invitato dai sacerdoti di Delfi a scrivere un peana, si sarebbe rifiutato perché Tinnico ne aveva composto uno, a suo dire, al di sopra di tutti gli altri. Quest'ultima notizia ci consente quantomeno di situare l'attività di Tinnico nella generazione precedente o almeno coeva a Eschilo e di affermare che il peana del poeta calcidese dovette essere composto per un'occasione ufficiale, ponendolo nel novero dei poeti corali.